# Marriott International

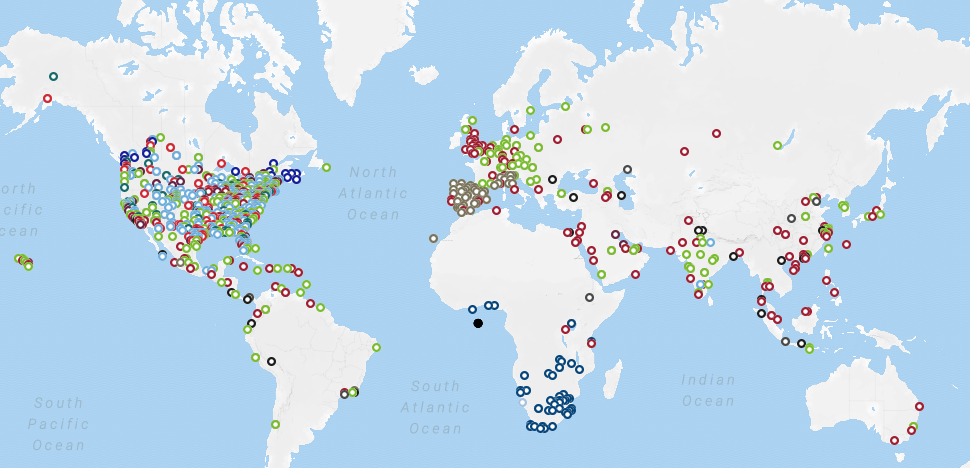
Wszystkie hotele Marriott International (Mapa interaktywna)

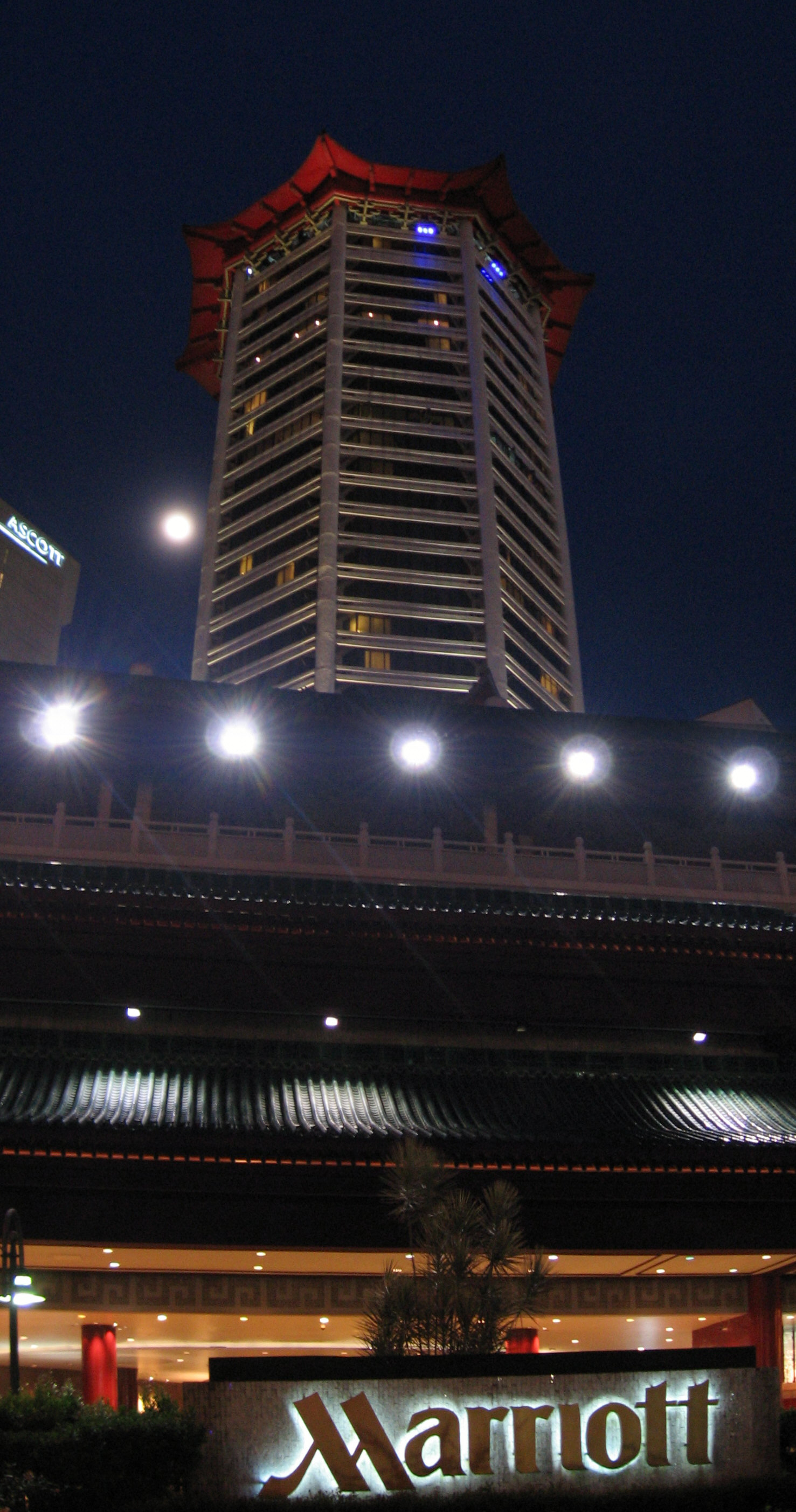
Hotel Marriott w Singapurze

Marriott International, Inc. – największa na świecie amerykańska międzynarodowa sieć luksusowych hoteli. Siedziba znajduje się w mieście Bethesda w stanie Maryland. Obecnie spółka dysponuje 1 706 331 pokojami hotelowych w 9361 obiektach, w 144 krajach (31 grudnia 2024). Spółka notowana jest na giełdach NASDAQ oraz Chicago Stock Exchange.

## Historia
Firma została założona w 1927 roku przez Johna Willarda Marriotta oraz jego żonę Alice Marriott w Waszyngtonie. Zaczęli od budki z piwem korzennym (ang. root beer - orzeźwiający, bezalkoholowy oraz bezkofeinowy napój o smaku korzennym) we franczyzowej sieci A&W Restaurants. Oboje wychodzili z założenia, że podczas parnego lata mieszkańcy miasta potrzebują miejsca, aby napić się zimnego napoju. Oprócz napojów, wprowadzają do swojej oferty gorące posiłki i dlatego rodzi się nazwa sieci restauracji Hot Shoppes. Rok później otwierają dwa kolejne lokale, w tym pierwszą restaurację drive-in na Wschodnim Wybrzeżu. Od roku 1937 firma zajmuje się dostawą gotowych posiłków dla pasażerów linii lotniczych dawnego portu lotniczego Hoover w hrabstwie Arlington. W 1953 firma stała się spółką publiczną i zmieniono jej nazwę na Hot Shoppes, Inc..
Pierwszy hotel Twin Bridges Motor Hotel powstał w hrabstwie Arlington, w stanie Wirginia w 1957. Dyrektorem hotelu został Bill Marriott, syn Johna Willarda. Dwa lata później powstaje kolejny hotel Key Bridge Marriott w tym samym hrabstwie. Hotel ten jest do dziś najdłużej, nieprzerwanie działającym hotelem sieci.
W roku 1967 firma zmienia nazwę na Marriott Corporation, a dwa lata później powstaje pierwszy hotel należący do sieci za granicą w Acapulco, w Meksyku.
W 1976 sieć otwiera dwa parki tematyczne, jeden Marriott's Great America w hrabstwie Greene w stanie Illinois oraz drugi w Santa Clara w Kalifornii. Oba parki zostały sprzedane w 1984. W 1983 zostaje otworzony pierwszy hotel pod marką Courtyard, a rok później JW Marriott. W roku 1985 umiera John Willard, jego funkcję przejmuje John Willard jr. Pierwszy hotel marki Fairfield powstaje w 1987. W tym samym roku sieć nabywa Residence Inn. W roku 1988 otwarto pięćsetny hotel w Warszawie, jako pierwszy hotel tej sieci w Europie Wschodniej.
Obecna nazwa firmy powstała w 1993, kiedy to Marriott Corporation podzielono na dwie firmy: Marriott International oraz Host Marriott Corporation. W kwietniu 1995 sieć nabywa 49% udziałów w The Ritz-Carlton Hotel Company oraz jest jedyną firmą z branży hotelarskiej na świecie, która zaoferowała gościom możliwość rezerwacji online, przez wdrożenie automatycznego systemu rezerwacji hotelowej MARSHA (ang. Marriott's Automatic Reservation System for Hotel Accommodations). Dwa lata później kupuje Renaissance Hotels oraz TownePlace Suites. W roku 1998 sieć dokupuje SpringHill Suites. Dwa lata później w wieku 92 lat umiera Alice Marriott.
Podczas zamachu z 11 września 2001 zniszczony zostaje Marriott World Trade Center. W roku 2004 otwarto w Mediolanie, we Włoszech pierwszy hotel marki Bulgari, Marriott International sprzedaje również firmie Cendant markę hotelową Ramada Worldwide. 19 lipca 2006 firma ogłasza, że od września tego samego roku we wszystkich obiektach należących do sieci w USA i Kanadzie będzie obowiązywał całkowity zakaz palenia. Podczas zamachu z 20 września 2008 w Islamabadzie zniszczony został hotel należący do sieci. W tym samym roku założono markę hoteli EDITION a rok później firma nabywa Autograph Collection i podczas zamachu z 17 lipca zostaje zniszczony kolejny hotel.
Dnia 21 stycznia 2011 Marriott International oświadczył, że pornografia nie będzie objęta rozrywką oferowaną w nowych hotelach, które wykorzystują internetowy system wideo na żądanie. Od tego samego roku zaczyna działać marka hoteli AC Hotels, a 13 grudnia 2011 J.W. Marriott jr ogłosił, że ustąpi ze stanowiska dyrektora generalnego spółki, jednocześnie pełniąc funkcję prezesa zarządu. Ogłoszono, że Arne Sorenson przejmie jego stanowisko od marca 2012. W 2012 nabyto również Gaylord Hotels, a w grudniu tego roku hotel JW Marriott Marquis Hotel Dubai został wpisany do Księgi rekordów Guinnessa jako najwyższy obiekt hotelarski na świecie. Obecnie (kwiecień 2020) jest drugim pod względem wysokości hotelem na świecie. W 2013 otworzono pierwszy hotel marki Moxy. Rok później sieć nabywa afrykańską markę hotelową Protea Hotels.
27 stycznia 2015 Marriott International nabywa kanadyjską sieć hotelową Delta Hotels. We wrześniu 2016 roku Marriott International kupił sieć Starwood za 13 mld dolarów, tworząc w ten sposób największą sieć hotelową na świecie. 9 grudnia 2019 dokupił kolejną sieć Elegant Hotels Group plc.

## Marki hotelowe
Do sieci hotelowej należy 36 brandów o różnych koncepcjach, które trafiają do różnych grup docelowych. Są one podzielone na pięć segmentów:
- Luxury – niestandardowe, doskonałe udogodnienia i usługi (siedem brandów)
- Premium – wyrafinowane, przemyślane udogodnienia i usługi (dwanaście brandów)
- Select – inteligentne, proste udogodnienia i usługi odzwierciedlające komfort domowy (osiem brandów)
- Midscale – średni poziom, połączeniem gościnności i wygody z nowoczesnymi udogodnieniami (dwa brandy)
- Longer stays – dłuższe pobyty, komfort jak we własnym domu (siedem brandów)

|                                   |         | Ameryka Północna | Europa  | Bliski Wschód & Afryka | Azja & Oceania | Karaiby & Ameryka Łacińska | Razem     |
| --------------------------------- | ------- | ---------------- | ------- | ---------------------- | -------------- | -------------------------- | --------- |
| Luxury                            |         |                  |         |                        |                |                            |           |
| JW Marriott                       | Hotele  | 35               | 8       | 13                     | 53             | 17                         | 126       |
| JW Marriott                       | Pokoje  | 19 269           | 2 525   | 4 734                  | 18 955         | 4 496                      | 49 979    |
| The Ritz-Carlton                  | Hotele  | 43               | 13      | 16                     | 42             | 9                          | 123       |
| The Ritz-Carlton                  | Pokoje  | 13 227           | 2 820   | 4 049                  | 9 979          | 2 007                      | 32 082    |
| W Hotels                          | Hotele  | 26               | 11      | 6                      | 22             | 8                          | 73        |
| W Hotels                          | Pokoje  | 8 417            | 2 271   | 2 175                  | 6 659          | 1 931                      | 21 453    |
| The Luxury Collection             | Hotele  | 19               | 40      | 15                     | 35             | 11                         | 120       |
| The Luxury Collection             | Pokoje  | 9 903            | 5 801   | 2 691                  | 8 613          | 1 570                      | 28 578    |
| St. Regis                         | Hotele  | 13               | 7       | 14                     | 24             | 5                          | 63        |
| St. Regis                         | Pokoje  | 2 669            | 887     | 3 511                  | 5 725          | 675                        | 13 467    |
| EDITION                           | Hotele  | 5                | 5       | 4                      | 5              | 1                          | 20        |
| EDITION                           | Pokoje  | 1 379            | 819     | 703                    | 1 142          | 180                        | 4 223     |
| Bulgari                           | Hotele  | –                | 4       | 1                      | 4              | –                          | 9         |
| Bulgari                           | Pokoje  | –                | 332     | 121                    | 358            | –                          | 811       |
| Premium                           |         |                  |         |                        |                |                            |           |
| Marriott Hotels                   | Hotele  | 336              | 75      | 31                     | 126            | 34                         | 602       |
| Marriott Hotels                   | Pokoje  | 131 983          | 21 341  | 9 976                  | 41 364         | 9 174                      | 213 838   |
| Sheraton                          | Hotele  | 166              | 49      | 32                     | 155            | 29                         | 431       |
| Sheraton                          | Pokoje  | 64 254           | 13 469  | 9 513                  | 55 313         | 8 091                      | 150 640   |
| Westin                            | Hotele  | 136              | 18      | 8                      | 70             | 15                         | 247       |
| Westin                            | Pokoje  | 55 323           | 6 074   | 2 147                  | 21 396         | 4 347                      | 89 287    |
| Renaissance Hotels                | Hotele  | 90               | 25      | 6                      | 47             | 10                         | 178       |
| Renaissance Hotels                | Pokoje  | 28 315           | 5 834   | 1 728                  | 15 113         | 2 959                      | 53 949    |
| Le Méridien                       | Hotele  | 24               | 16      | 20                     | 54             | 3                          | 117       |
| Le Méridien                       | Pokoje  | 5 262            | 5 164   | 6 490                  | 13 597         | 562                        | 31 075    |
| Autograph Collection              | Hotele  | 162              | 87      | 17                     | 27             | 39                         | 332       |
| Autograph Collection              | Pokoje  | 37 404           | 12 024  | 2 753                  | 5 540          | 12 777                     | 70 498    |
| Delta Hotels                      | Hotele  | 92               | 32      | 8                      | 4              | 3                          | 139       |
| Delta Hotels                      | Pokoje  | 21 817           | 5 586   | 1 876                  | 1 529          | 561                        | 31 369    |
| Gaylord Hotels                    | Hotele  | 6                | –       | –                      | –              | –                          | 6         |
| Gaylord Hotels                    | Pokoje  | 10 220           | –       | –                      | –              | –                          | 10 220    |
| Tribute Portfolio                 | Hotele  | 88               | 28      | 8                      | 21             | 9                          | 154       |
| Tribute Portfolio                 | Pokoje  | 16 578           | 3 794   | 1 173                  | 3 179          | 1 011                      | 25 735    |
| Design Hotels                     | Hotele  | 20               | 93      | 9                      | 17             | 22                         | 161       |
| Design Hotels                     | Pokoje  | 2 157            | 6 912   | 768                    | 1738           | 531                        | 12 106    |
| MGM Collection                    | Hotele  | 12               | –       | –                      | –              | –                          | 12        |
| MGM Collection                    | Pokoje  | 26 210           | –       | –                      | –              | –                          | 26 210    |
| Marriott Vacation Club            | Hotele  | 72               | 12      | 17                     | 22             | 14                         | 137       |
| Marriott Vacation Club            | Pokoje  | 7 664            | 619     | 2 429                  | 4 110          | 862                        | 15 684    |
| Select                            |         |                  |         |                        |                |                            |           |
| Courtyard by Marriott             | Hotele  | 1 076            | 80      | 12                     | 123            | 50                         | 1 341     |
| Courtyard by Marriott             | Pokoje  | 148 671          | 14 639  | 2 635                  | 28 135         | 8 100                      | 202 180   |
| Fairfield by Marriott             | Hotele  | 1 174            | 1       | –                      | 138            | 18                         | 1 331     |
| Fairfield by Marriott             | Pokoje  | 111 495          | 222     | –                      | 20 019         | 2 521                      | 134 250   |
| SpringHill Suites by Marriott     | Hotele  | 563              | –       | –                      | –              | –                          | 563       |
| SpringHill Suites by Marriott     | Pokoje  | 66 666           | –       | –                      | –              | –                          | 66 666    |
| Four Points by Sheraton           | Hotele  | 148              | 24      | 23                     | 117            | 20                         | 332       |
| Four Points by Sheraton           | Pokoje  | 22 028           | 4 309   | 5 520                  | 29 225         | 2 624                      | 63 706    |
| Aloft Hotels                      | Hotele  | 166              | 11      | 12                     | 31             | 17                         | 237       |
| Aloft Hotels                      | Pokoje  | 24 010           | 1 763   | 2 743                  | 7 476          | 2 769                      | 38 761    |
| AC Hotels by Marriott             | Hotele  | 126              | 88      | 2                      | 9              | 19                         | 244       |
| AC Hotels by Marriott             | Pokoje  | 21 029           | 11 909  | 286                    | 2 344          | 3 007                      | 38 761    |
| Protea Hotels by Marriott         | Hotele  | –                | –       | 64                     | –              | –                          | 64        |
| Protea Hotels by Marriott         | Pokoje  | –                | –       | 6 932                  | –              | –                          | 6 932     |
| Moxy Hotels                       | Hotele  | 44               | 93      | –                      | 24             | –                          | 161       |
| Moxy Hotels                       | Pokoje  | 7 805            | 17 587  | –                      | 4 938          | –                          | 30 330    |
| Midscale                          |         |                  |         |                        |                |                            |           |
| City Express                      | Hotele  | 1                | –       | –                      | –              | 152                        | 153       |
| City Express                      | Pokoje  | 83               | –       | –                      | –              | 17 694                     | 17 777    |
| Four Points Flex                  | Hotele  | –                | 11      | 4                      | 13             | –                          | 28        |
| Four Points Flex                  | Pokoje  | –                | 1 420   | 231                    | 3 386          | –                          | 5 037     |
| Longer stays                      |         |                  |         |                        |                |                            |           |
| Marriott Executive Apartments     | Hotele  | –                | 3       | 13                     | 24             | 2                          | 42        |
| Marriott Executive Apartments     | Pokoje  | –                | 212     | 1 841                  | 3 520          | 240                        | 5 813     |
| Residence Inn by Marriott         | Hotele  | 873              | 30      | 8                      | –              | 9                          | 920       |
| Residence Inn by Marriott         | Pokoje  | 107 249          | 3 446   | 1 205                  | –              | 1 382                      | 113 228   |
| TownePlace Suites by Marriott     | Hotele  | 525              | –       | –                      | –              | –                          | 525       |
| TownePlace Suites by Marriott     | Pokoje  | 53 208           | –       | –                      | –              | –                          | 53 208    |
| Element Hotels                    | Hotele  | 90               | 2       | 7                      | 11             | –                          | 110       |
| Element Hotels                    | Pokoje  | 12 428           | 275     | 1 189                  | 2 219          | –                          | 16 111    |
| Homes & Villas by Marriott Bonvoy | Obiekty | 1 061            | 16 005  | 1 072                  | 454            | 3677                       | 22 269    |
| Homes & Villas by Marriott Bonvoy | Pokoje  | –                | –       | –                      | –              | –                          | –         |
| Apartments by Marriott Bonvoy     | Hotele  | –                | –       | –                      | –              | 2                          | 2         |
| Apartments by Marriott Bonvoy     | Pokoje  | –                | –       | –                      | –              | 231                        | 231       |
| Sonder                            | Hotele  | 104              | 56      | 3                      | –              | –                          | 163       |
| Sonder                            | Pokoje  | 6 501            | 1 850   | 844                    | –              | –                          | 9 195     |
| RAZEM                             | Hotele  | 6 235            | 922     | 373                    | 1 218          | 518                        | 9 266     |
| RAZEM                             | Pokoje  | 1 043 244        | 153 904 | 80 263                 | 315 565        | 90 248                     | 1 683 204 |